# اسید کلودرونیک
اسید کلودرونیک (انگلیسی: Clodronic acid) یک داروی بیس فسفونات نسل اول (غیر نیتروژنی) و یک مهارکننده تحلیل استخوان و عامل ضد هیپرکلسمیک است. اسید کلودرونیک یک داروی ضد پوکی استخوان است که برای پیشگیری و درمان پوکی استخوان در زنان و مردان یائسه برای کاهش شکستگی مهره‌ها، پرکاری پاراتیروئید، هیپرکلسمی در بدخیمی‌ها، میلوم متعدد و درد ناشی از شکستگی تایید شده است، اثرات ضد التهابی آن بر نشانگرهای التهابی مانند IL-1β، IL-6،  و TNF-α تایید شده است.